# Marcelle Rumeau
Marcelle Rumeau (1 de junho de 1912 - 1 de março de 1985) foi uma política francesa. Ela foi eleita para a Assembleia Nacional em outubro de 1945 como uma do primeiro grupo de mulheres francesas no parlamento. Ela serviu por três mandatos não consecutivos na Assembleia Nacional.
Após a guerra, Rumeau foi candidata do PCF no departamento de Haute-Garonne nas eleições para a Assembleia Nacional de outubro de 1945 e foi eleita para o parlamento, tornando-se uma das primeiras mulheres na Assembleia Nacional. Embora tenha perdido o seu assento nas eleições de junho de 1946, ela retornou à Assembleia Nacional após as eleições de novembro de 1946. Ela perdeu o seu assento novamente em 1951, mas foi eleita de volta ao parlamento em 1956. Ela perdeu o seu assento pela última vez nas eleições de 1958. Posteriormente, ela concorreu sem sucesso para o Senado em 1959 e 1962.
Rumeau mais tarde serviu no conselho municipal de Toulouse de 1965 a 1971. Ela morreu na cidade em 1985.